# Tomoaki Sano
Tomoaki Sano (jap. 佐野 友昭 Sano Tomoaki; ur. 14 kwietnia 1968) – japoński piłkarz występujący na pozycji bramkarza.

## Kariera klubowa
Od 1987 do 2000 roku występował w klubach Nagoya Grampus Eight, NKK, Avispa Fukuoka, Sagawa Express Tokyo i Mito HollyHock.